# Tillandsia confinis
Tillandsia confinis är en gräsväxtart som beskrevs av Lyman Bradford Smith. Tillandsia confinis ingår i släktet Tillandsia och familjen Bromeliaceae.

## Underarter
Arten delas in i följande underarter:
- T. c. caudata
- T. c. confinis